# Oliver Springs (Tennessee)
Oliver Springs – miasto w Stanach Zjednoczonych, w stanie Tennessee, w hrabstwie Anderson.